# Sanok
Sanok là một thị trấn thuộc huyện Sanocki, tỉnh Podkarpackie ở đông-nam Ba Lan. Thị trấn có diện tích 38 km². Đến ngày 1 tháng 1 năm 2011, dân số của thị trấn là 39106 người và mật độ 1027 người/km².